# Palazzo della Cultura "Energetyk"

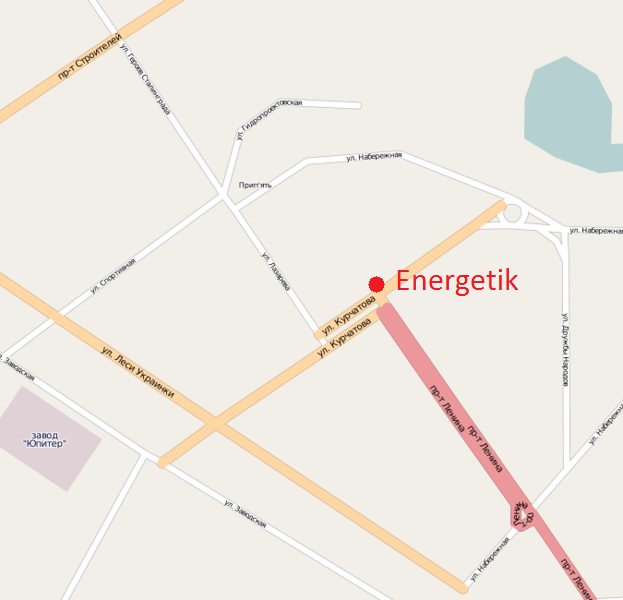
Localizzazione del palazzo su OSM

Il Palazzo della Cultura "Energetyk" (in ucraino Палац культури "Енергетик"?, Palac kul'tury "Enerhetyk"; in russo Дворец культуры "Энергетик"?, Dvorec kul'tury "Ėnergetik") è un palazzo della cultura abbandonato situato nella città di Pryp"jat'.

## Galleria d'immagini

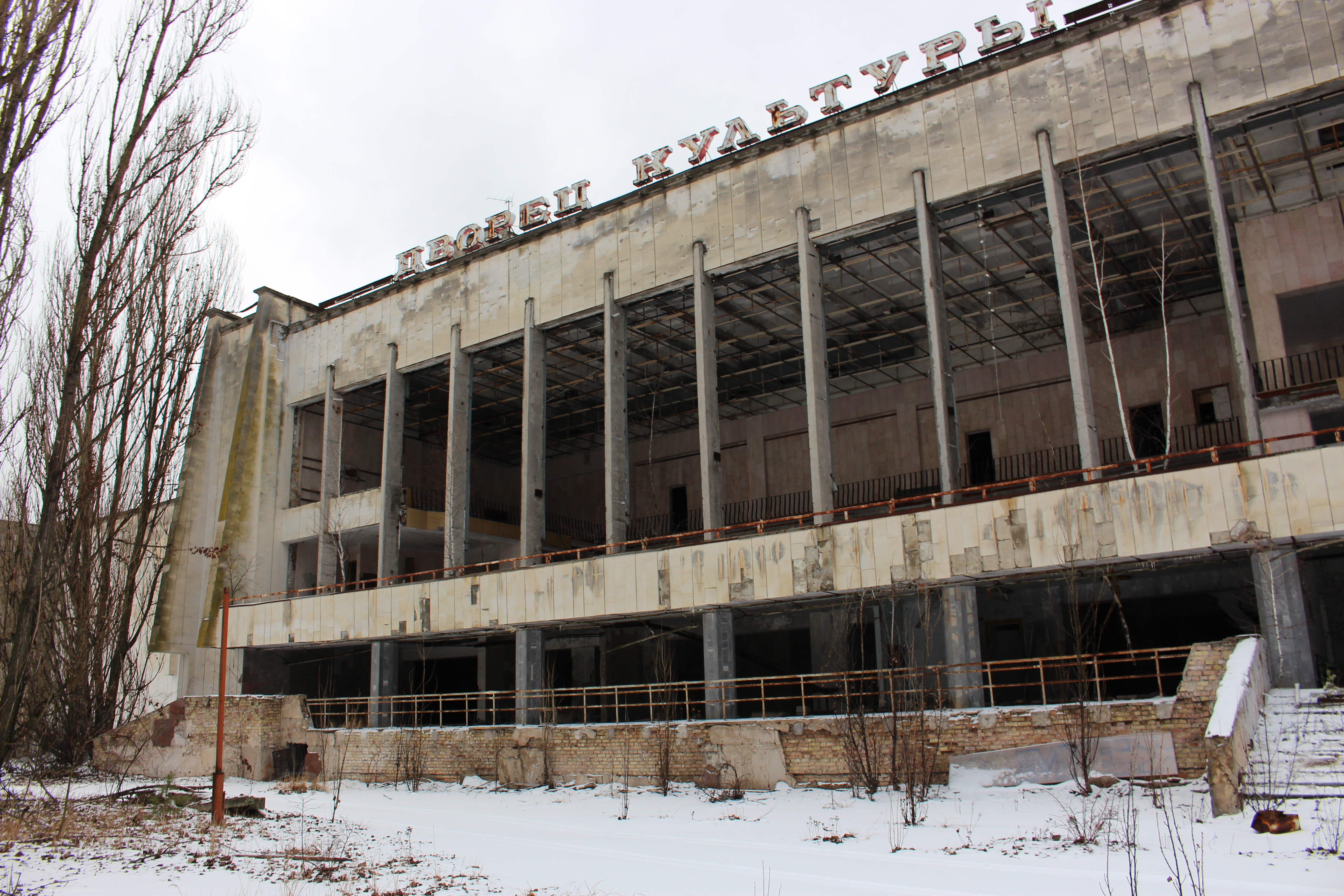
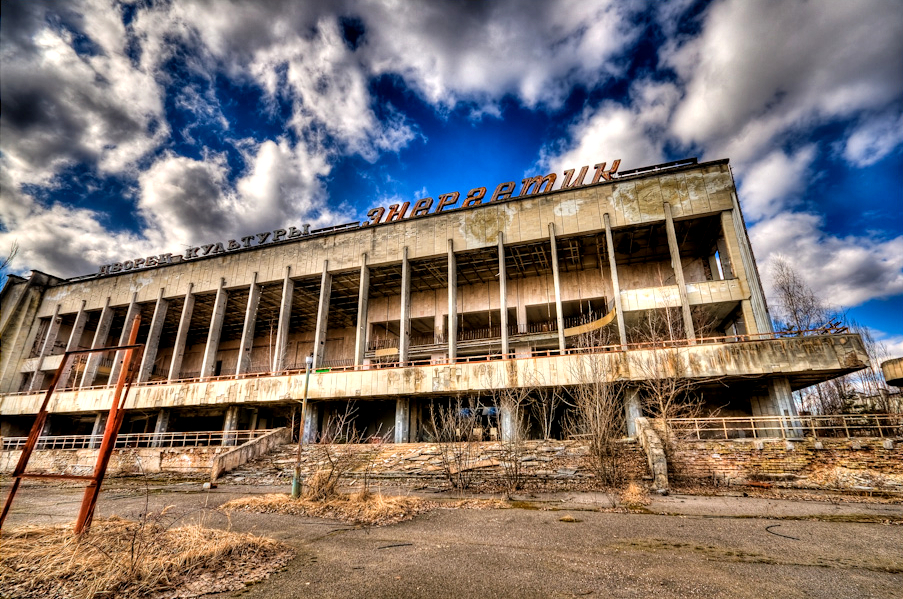
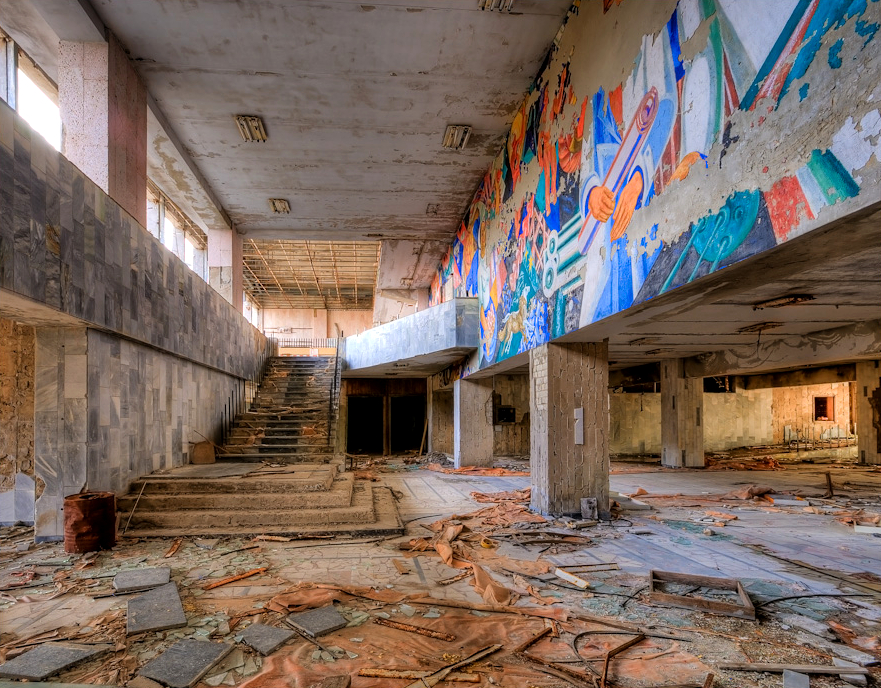
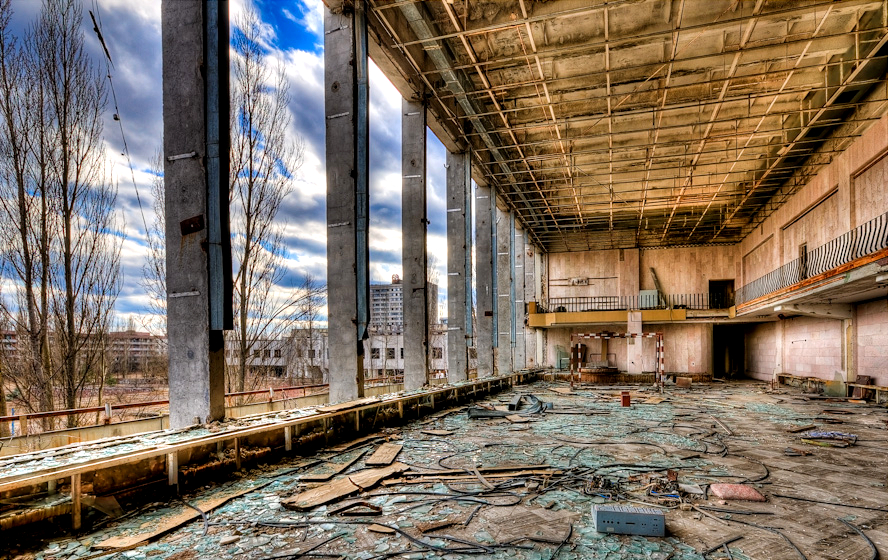
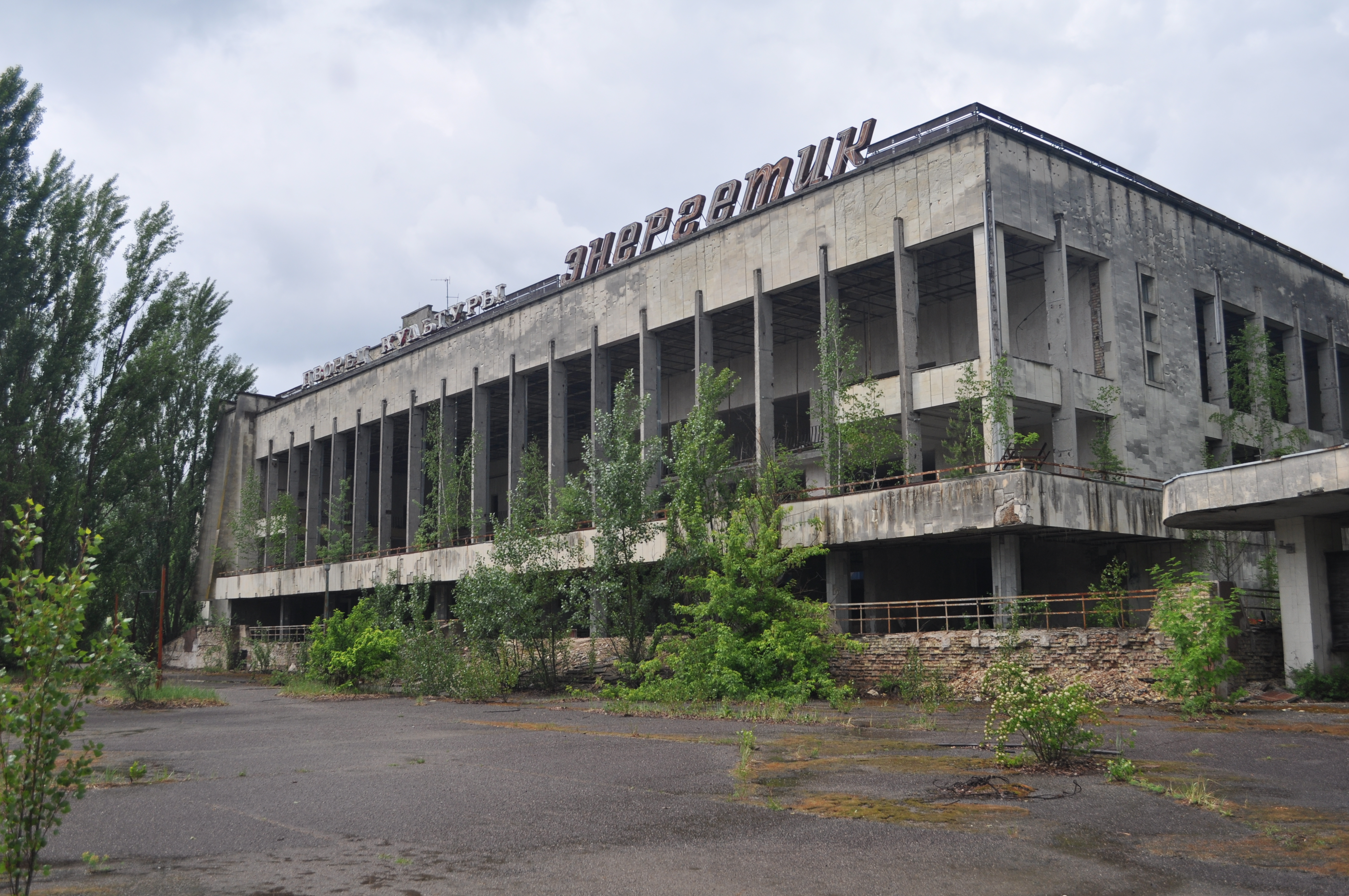
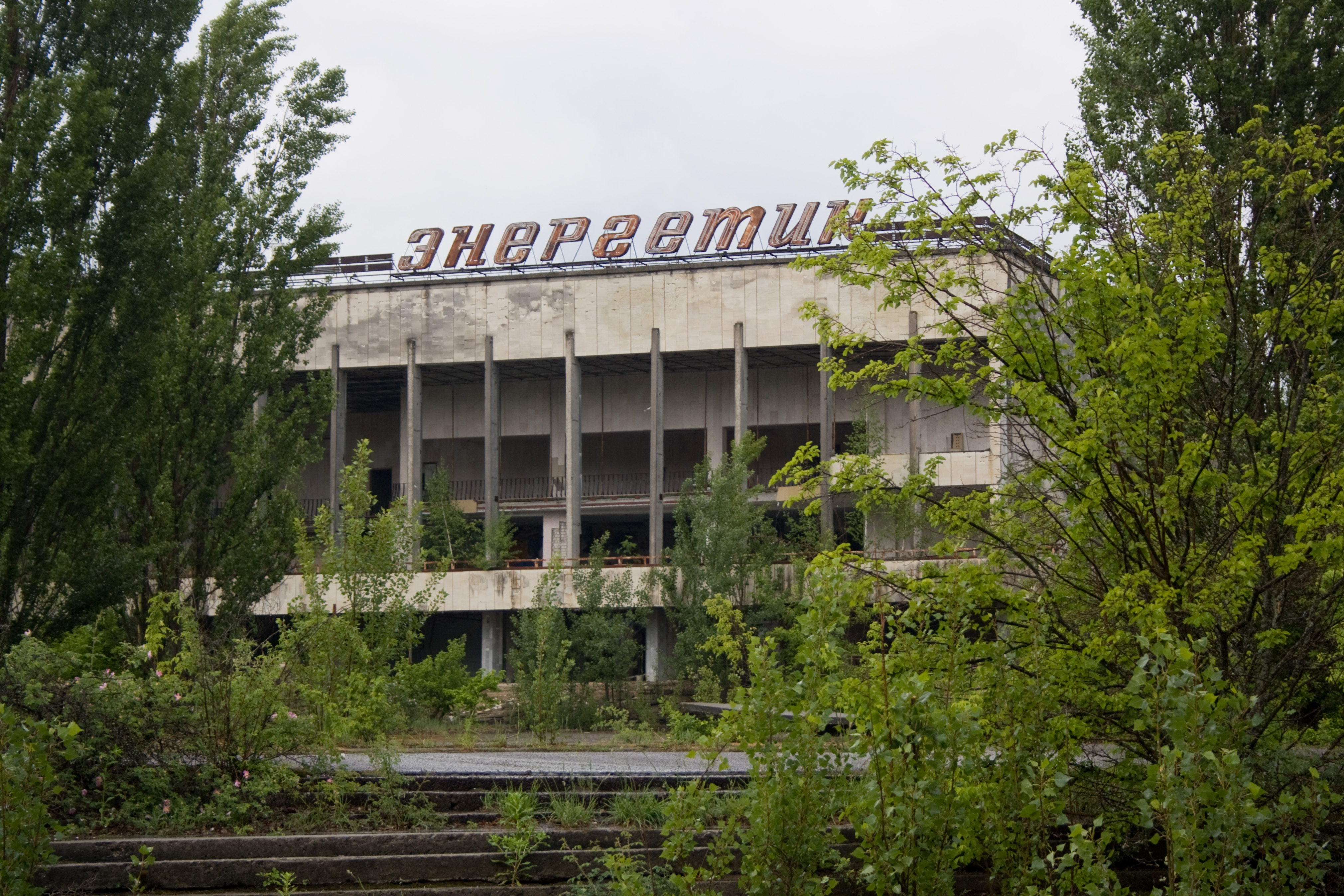
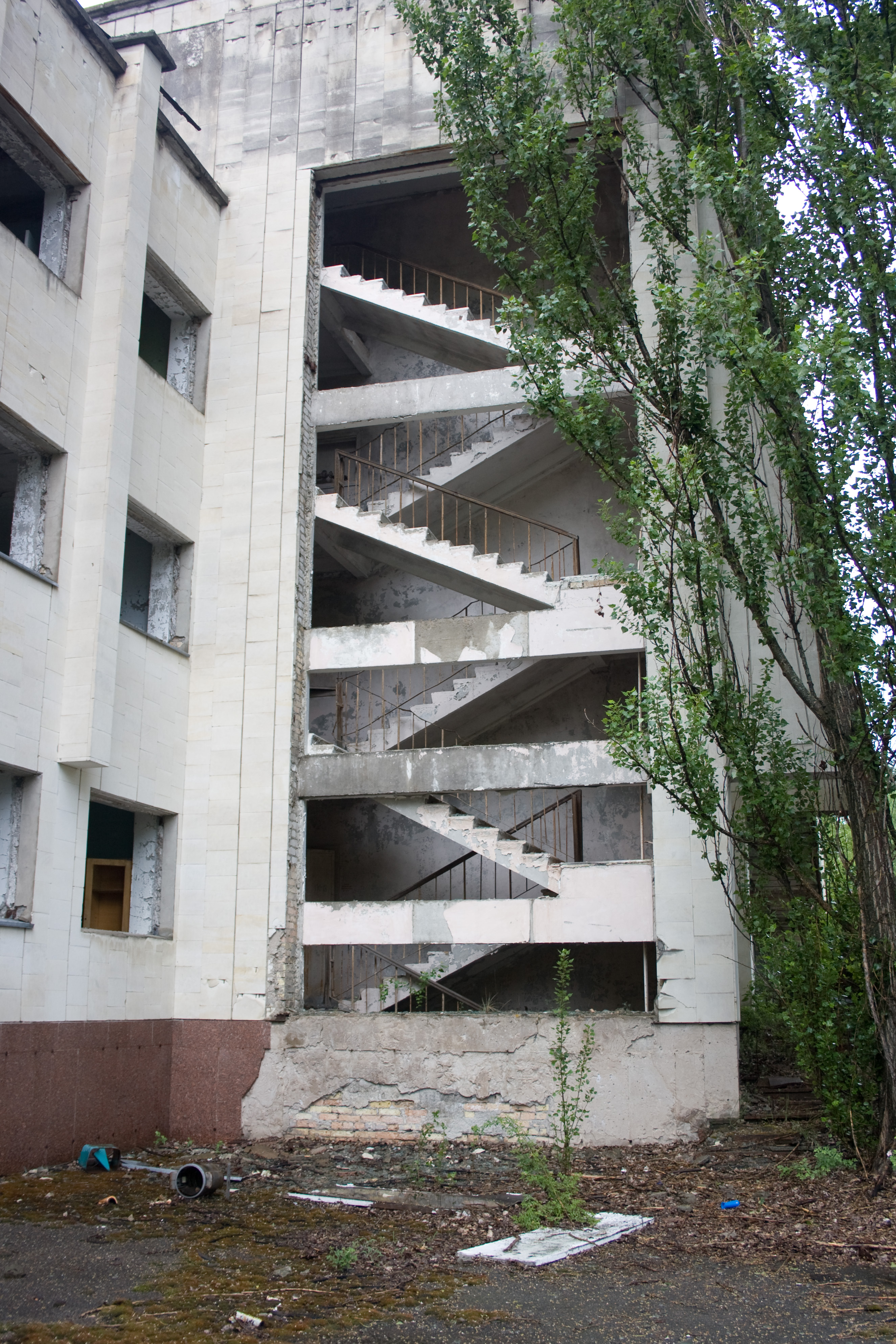
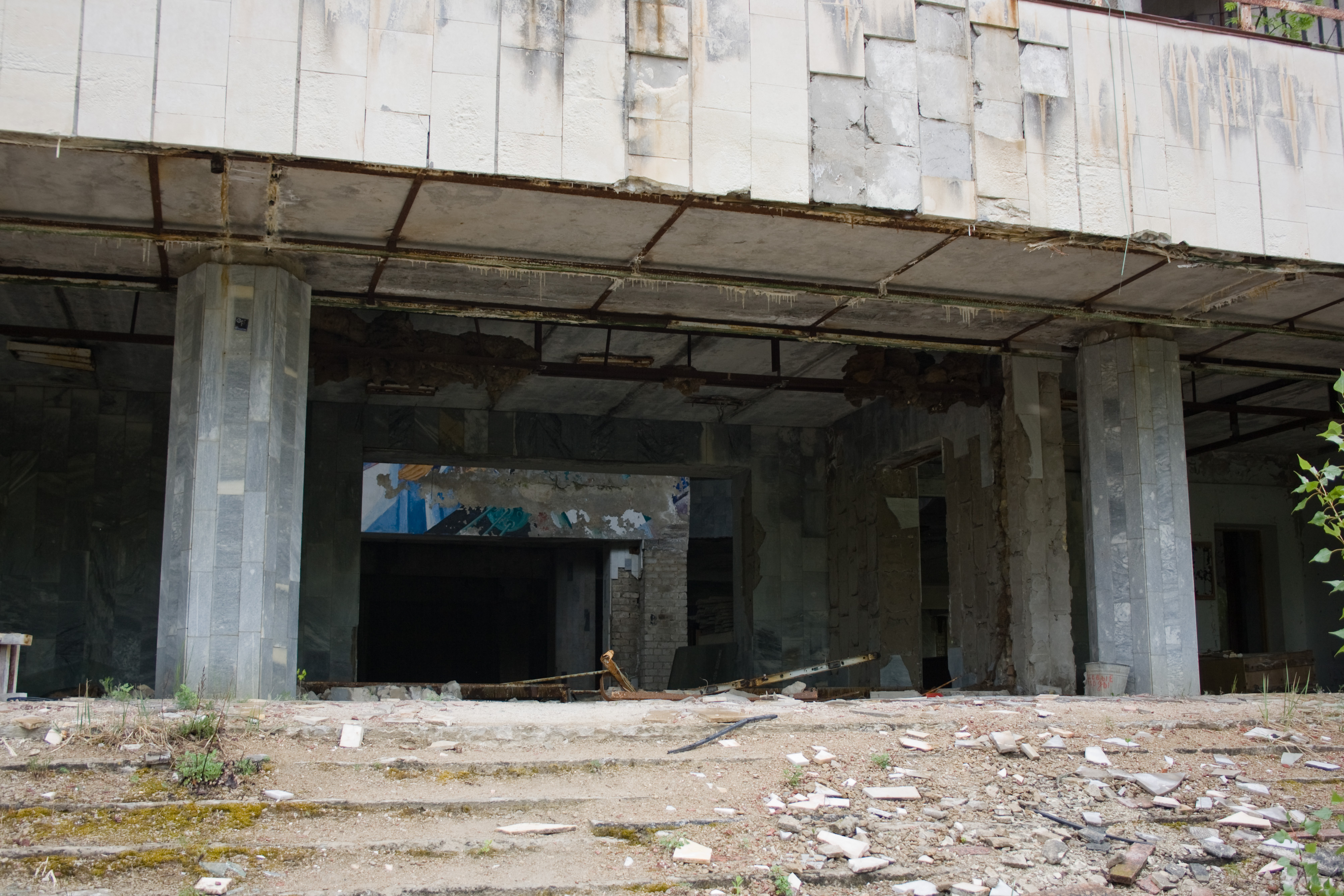

## Storia
Il Palazzo della Cultura Energetyk fu costruito negli anni '70 per i cittadini della città di Pryp"jat'. Il nome "Energetyk" è un gioco di parole, in quanto significa sia "energico" (vivace) che "lavoratore centrale elettrica".
L'Energetyk include ciò che resta di un cinema, un teatro, una biblioteca, una palestra, una piscina, un ring di pugilato, sale da ballo e riunioni e ha persino un poligono di tiro nel seminterrato. L'edificio del Palazzo della Cultura è stato utilizzato attivamente fino al 2000, quando è stato messo in funzione il quarto blocco della centrale nucleare di Černobyl', ed è stato utilizzato per scopi tecnici nell'ambito del programma di disastro di Černobyl'.
Dopo il disastro di Černobyl' nel 1986, la maggior parte degli abitanti di Pryp"jat' fu evacuata e gli edifici furono abbandonati.
La scrittrice ucraina Ljubov' Sirota ha lavorato per un breve periodo nella struttura.

## Nella cultura di massa
Il Palazzo della Cultura "Energetyk" viene accuratamente riprodotto nella missione Mimetizzazione perfetta del videogioco Call of Duty 4: Modern Warfare.